# هانس هارتویگ فون بیسلر
هانس هارتویگ فون بیسلر (به آلمانی: Hans Hartwig von Beseler) (۲۷ آوریل ۱۸۵۰–۲۰ دسامبر ۱۹۲۱) یک سرلشکر آلمانی بود.

## زندگی‌نامه
بیسلر در گرایفسوالد، پروس متولد شد.
پدرش، گئورگ بیسلر استاد دانشگاه حقوق در دانشگاه گرایفسوالد بود. وی در سال ۱۸۶۸ وارد ارتش پروس شد، در جنگ فرانسه و پروس در سال‌های ۱۸۷۰–۱۸۷۱ شرکت کرد و تا زمان بازنشستگی در سال ۱۹۱۰ در یک دوره نظامی موفق شرکت داشت. بیسلر در سال ۱۹۰۴ توسط ویلیام دوم، امپراتور آلمان، مورد احترام قرار گرفت.